# Vålse Vig
Vålse Vig er en vig og et inddæmmet område i Nørre Vedby Sogn på Falsters nordvestlige del.
Vigen var oprindeligt et fjordsystem med flere små holme. Det inddæmmede område, Vålse Inddæmning, blev inddæmmet i 1841. Dæmningen er 1 km lang og anlagt over Storholm, mens Lilleholm blev anvendt som fyld.
Den væsentligste initiativtager for inddæmningen var gårdejer Hans Rasmussen, Egense; men selve udtørringen af det inddæmmede område i 1875 skyldes skipper Mads Hansen fra Bakkebølle. Han etablerede en pumpe trukket af en mølle. Mads Hansen var i øvrigt far til opfinderen Jacob Ellehammer. I 1875 blev Vålse Bro anlagt ved dæmningens yderside på initiativ af to lokale kornfirmaer, og i 1885 blev den udvidet til udskibning af sukkerroer. I 1982 blev havnen overtaget af kommunen og bruges nu som fritidshavn.
I pumpestationen, der blev udvidet i 1931, findes en lille planche-udstilling om vigen og inddæmningen.
Der er registreret en række stenalderbopladser i det inddæmmede område.